# Burgpalast
Der Burgpalast (ungarisch Budavári Palota, auch Királyi Vár, deutsch: Königliche Burg genannt) ist die ehemalige Residenz der Apostolischen Könige von Ungarn (1265–1918). Er liegt im historischen Burgviertel des Stadtteils Buda von Budapest, ist das höchstgelegene Gebäude der Hauptstadt und das größte des Landes. Seit 1987 ist der Burgpalast Teil des UNESCO-Weltkulturerbes.
Seine Geschichte reicht bis in die Anfänge des 13. Jahrhunderts zurück, als König Béla IV. hier eine Festung errichten ließ. Seitdem war das Bauwerk der Wohn- und Regierungssitz der ungarischen Könige. In den folgenden Jahrhunderten hinterließ jeder Herrscher seine Spuren an der Anlage, die immer wieder in verschiedenen Stilen um- und ausgebaut wurde. Zuletzt erhielt der Burgpalast in den Jahren 1891 bis 1905 durch König Franz Joseph I. von Hofbaumeister Alajos Hauszmann eine neubarocke Gestaltung. Während der Schlacht um Budapest im Zweiten Weltkrieg wurde der Palast stark beschädigt und zur Zeit der Volksrepublik Ungarn nur vereinfacht wiederaufgebaut. Genutzt wird er heute vor allem vom Historischen Museum Budapest, von der Ungarischen Nationalgalerie und der Széchényi-Nationalbibliothek, aber auch für repräsentative Anlässe der ungarischen Regierung. Im Rahmen des Nationalen Hauszmann-Programms wird der Burgpalast seit 2014 wieder in den neubarocken Zustand zur Zeit der k.u.k.-Monarchie versetzt.

## Geschichte

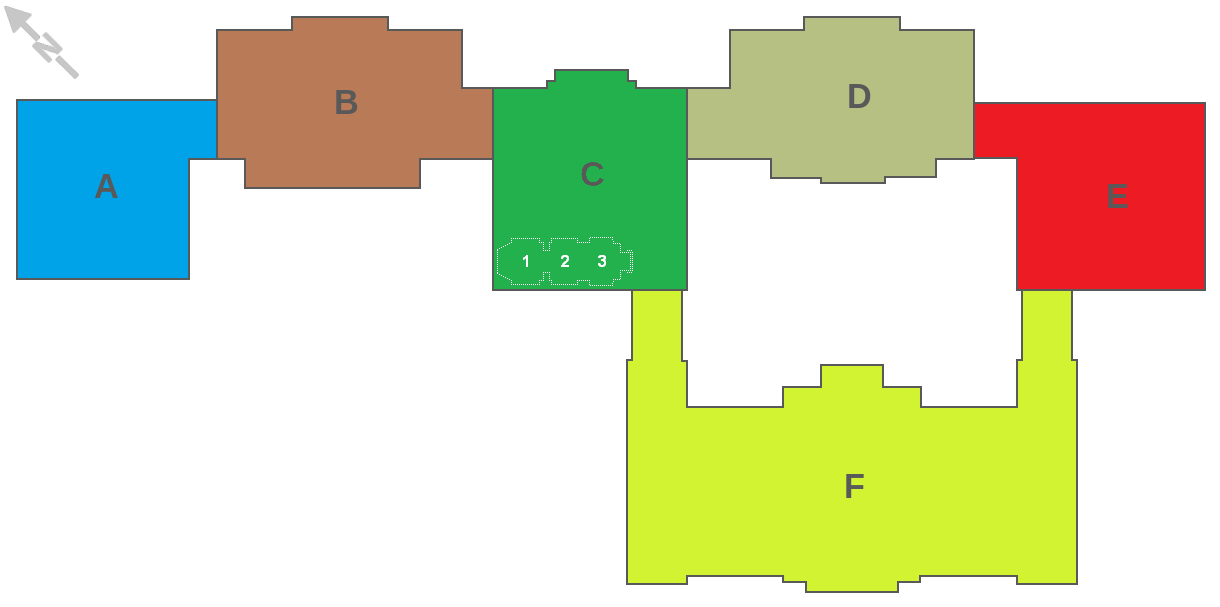
Plan des Palasts: Gebäude A, B, C, D – Nationalgalerie, Gebäude E – Historisches Museum, Gebäude F – Nationalbibliothek. Unter dem Gebäude C die Palatinusgruft mit 3 Räumen.

### Gründung unter Béla IV.
Der Burgpalast befindet sich im südlichen Teil der Budaer Burg im historischen Burgviertel. Buda (deutsch Ofen) war bis zur Vereinigung mit der Stadt Pest im Jahr 1873 eine eigenständige Stadt. Er ist das höchstgelegene Gebäude der Hauptstadt und das größte des Landes. 
Nach 1242, also nach dem Mongolensturm von 1241, wurde die erste Burg auf dem Budaer Burgberg gebaut. König Béla IV. ließ auf dem 50–60 Meter hohen, 1,5 Kilometer langen und relativ schmalen Plateau eine befestigte Stadt erbauen. Die älteste erhaltene Urkunde stammt aus dem Jahr 1255. Es entstand ein gotischer Palast, von dem auch heute noch Reste zu sehen sind. An der Stelle einer kleinen Burg mit einem Turm ließ König Ludwig I. (der Große) von Neapel aus dem Haus Anjou um 1370 eine neue Residenz errichten. Im Norden wurde ein zweiter Hof angelegt mit Wohnbauten auf der West- und Ostseite.
Unter König Sigismund (1387 bis 1437) ging die Burg durch weitere zahlreiche Erweiterungen.
Der bedeutendste Teil des phasenweise ausgeführten Baus fand in den 1410er und 1420er Jahren statt. Durch die Verlegung der königlichen Kanzlei und des Hofes 1408 von Visegrád nach Buda wurde die Burg zu einer permanenten Residenz. Die erste Bauphase betraf höchstwahrscheinlich nur den Inneren Hof aus der Anjou-Zeit. Am Hang des Hügels auf der Südspitze wurde ein Wohnbau errichtet. Der teilrekonstruierte Gewölbesaal im Erdgeschoss dieses Neubaus (Gotischer Saal) ist aus dieser Bauphase erhalten und dient heute als Ausstellungsraum.
Die beiden Türme, die die Ecken im Nordosten und im Nordwesten der zweihöfigen Anlage sicherten, wurden wahrscheinlich ebenfalls damals gebaut. Der kleinere, nordöstliche Turm diente später als Torturm und seine Überreste sind noch gut sichtbar. Der im Nordwesten stehende Turm (Csonka-Turm) hatte als Wohnturm eine größere Grundfläche. Reste dieser Konstruktion, die von sehr dicken Außenwänden umschlossen waren, konnten teilweise ausgegraben werden. Sein Grundriss ist im Innenhofes des modernen Schlosses markiert. Da der Bau dieses Turms nicht abgeschlossen wurde, wurde er auch als Turris Manca in den mittelalterlichen Quellen bezeichnet.
In der nächsten Bauphase wurde die Fläche des Schlosses wiederum deutlich vergrößert. Es entstand im Norden der alten Burg mit ihren zwei Höfen ein neuer, größerer Innenhof (Sigismund-Hof). Für diesen Ausbau musste der Teil der Stadt, der sich dort bis an die alte Burg erstreckte, abgerissen werden. Der neue Innenhof wurde von der Stadt durch einen neuen, tiefen Graben, den Zweiten Trockengraben, getrennt. Auf der Ostseite des neuen Hofes lagen zwei kürzere Bauten in Nord-Süd-Ausrichtung, und auf der Nordseite erstreckte sich ein dritter, längerer Flügel mit einer Ost-West-Achse. Im südlichen Bereich des Ostflügel lag die Schlossküche mit ihren Schornsteinen.
Der dritte Palastflügel, der etwa im rechten Winkel zu den beiden anderen stand, war eines der größten Gebäude seiner Zeit. In diesem Flügel (Sigismund-Palast) befand sich der Große Saal mit den gewaltigen Abmessungen von ca. 75 mal 20 Metern.
Der Haupteingang auf diesen Innenhof lag auf der Nordseite, und eine Brücke führte von einem Vorhof über den zweiten Trockengraben.
Aus dieser Zeit stammen auch die berühmten gotischen Statuen, die 1974 bei archäologischen Ausgrabungen entdeckt wurden. Nach der Restaurierung wurden Reste von 60 verschiedenen Statuen identifiziert, die sehr wahrscheinlich Teil einiger Wohnbauten oder Kapellen aus der Zeit Sigismunds waren. Sie sind heute im Nationalmuseum im Untergeschoss der Burg ausgestellt.
Die damals durchgeführten Bauarbeiten sollten nicht nur den Palast um neue Flügel erweitern, sondern auch die Befestigungen verbessern und erweitern. Innerhalb dieser gewaltigen Festung entwickelte sich eine Bürgerstadt, mit ihren rund 400 Häusern, Klöstern, sieben Schulen und einer Universität, zum Zentrum des Landes.

### Ausbau unter Matthias Corvinus

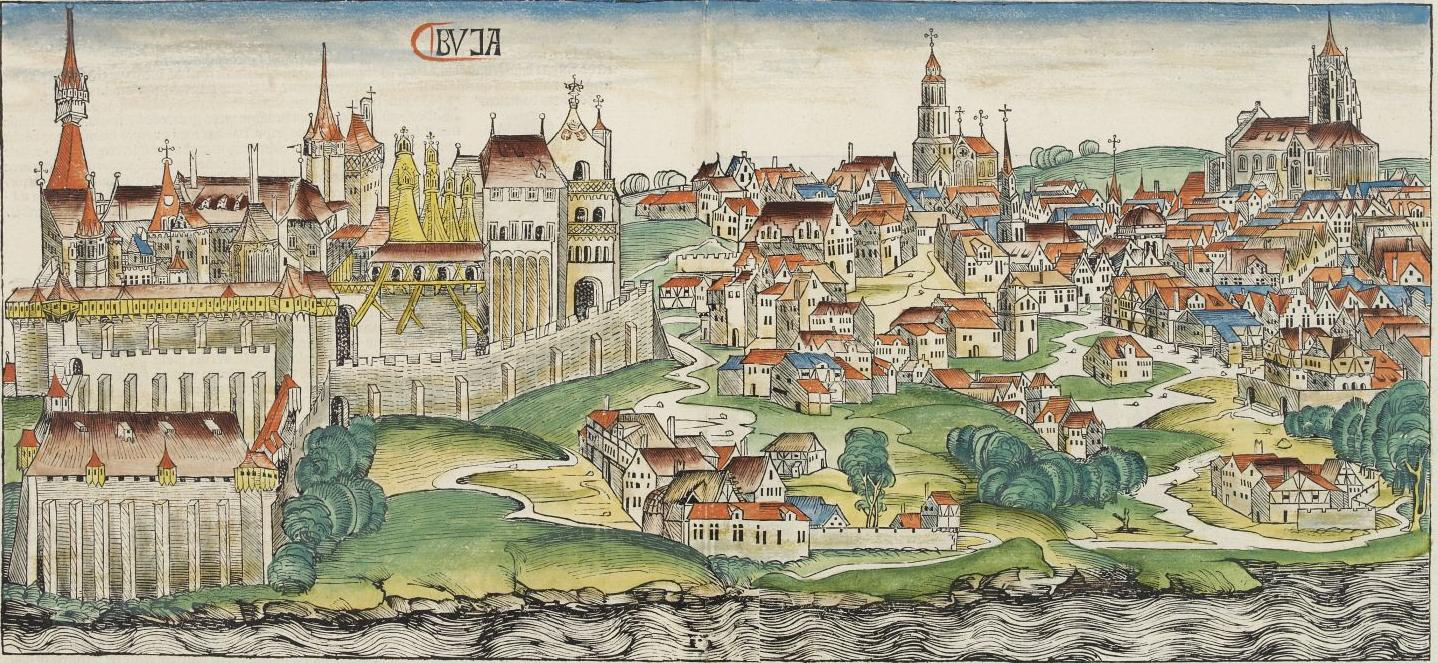
Ansicht von Buda in der Schedel’schen Weltchronik von Osten, 1493. Zu sehen sind die Schlossküchen und rechts daneben der letzte Bau von König Matthias.

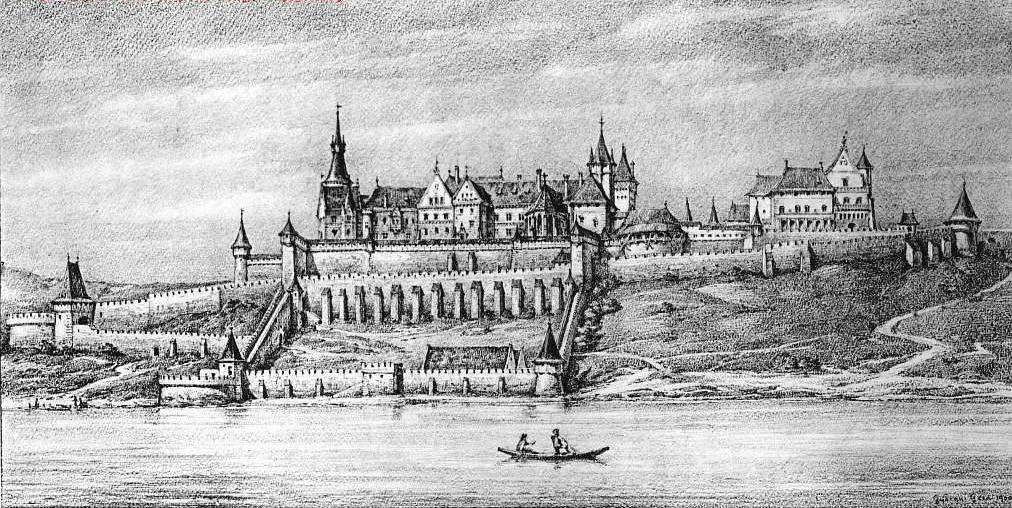
Populärwissenschaftliche Rekonstruktion der Ansicht von Osten um 1490 (Györgyi Géza)

Während der Regentschaft (1458–1490) von König Matthias Corvinus, der ein großer Förderer von Kunst und Wissenschaft war, wurde die spätmittelalterliche Königsburg zu einem prächtigen Renaissance-Schloss ausgebaut. Nach der Heirat des Königs mit Beatrix von Aragón im Jahr 1476 kamen vermehrt italienische Humanisten, Künstler und Handwerker nach Buda. Der König erweiterte das Schloss im Stil der frühen Renaissance vor allem nach Florentiner Vorbildern.
Zunächst wurden ab etwa 1477/78 von Florentiner Handwerkern die Innenräume auf der Ostseite des zweiten Hofes in der Nähe der Kapelle aus der Zeit der Luxemburger durch neue Kassettendecken, Türen, Fenster und Kamine modernisiert. Ein (nicht mehr erhaltener) Kamin zeigte die Jahreszahl 1479. Hier entstanden auch die beiden Bibliotheksräume mit Fenstern zur Donau hin.
Ab etwa 1480 wurden auch die Fassaden des Ehrenhofs (Zweiter Hof) modernisiert und auf drei Seiten um eine zweigeschossige Loggia im italienischen Stil mit Balusterbrüstungen erweitert. In der Mitte des zweiten Hofes befand sich ein Brunnen mit einer Statue von Pallas Athene.
Auf der Westseite des Inneren Hofes aus der Anjouzeit errichtete der König um 1484 einen Hängenden Garten über einer tonnengewölbten Zisterne im Untergeschoss (diese noch erhalten). In den letzten Jahren seiner Regierungszeit begann Matthias Corvinus mit dem Bau eines weiteren Wohnbaus auf der Ostseite des Äußeren Hofes. Der Bau blieb wegen des frühen Todes des Königs unvollendet. Die ummauerten Gärten des Schlosses lagen an den Westhängen des Schlossberges. In der Mitte der Anlage wurde von Matthias eine vorstädtische Villa gebaut. Von dieser sogenannten Aula Marmorea ist nur eine Säule erhalten. Mit seinen Kunstschätzen wurde die Burg schließlich zum Zentrum der Renaissance-Kultur für große Teile Mittel- und Osteuropas. Nach dem Tod von Matthias Corvinus setzte sein Nachfolger König Wladislaw die Werke seines Vorgängers fort, insbesondere nach seiner Heirat mit Anne de Foix-Candale 1502.

### Osmanen und Habsburger

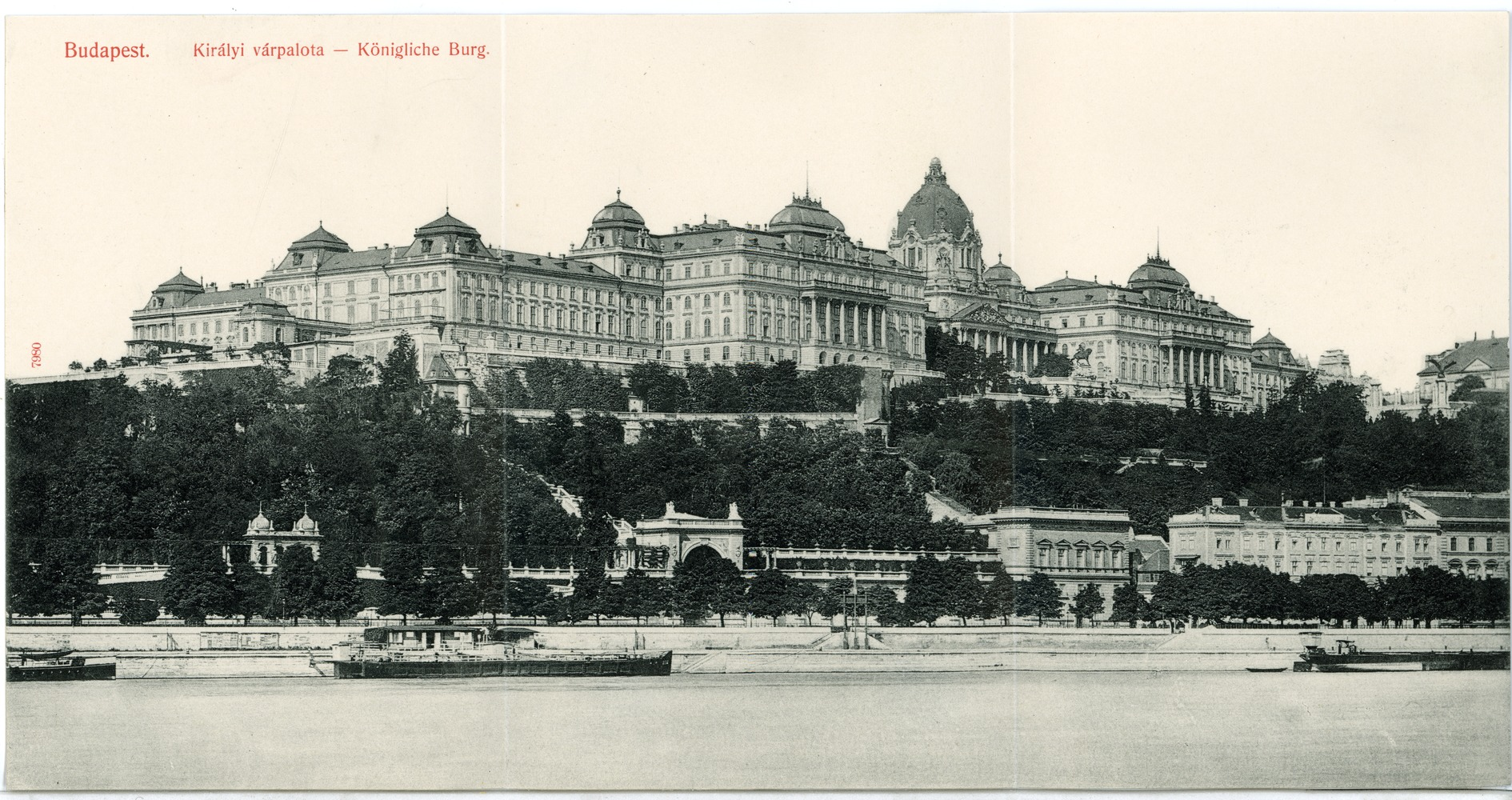
Die königliche Burg nach ihrem neubarocken Umbau, um 1906

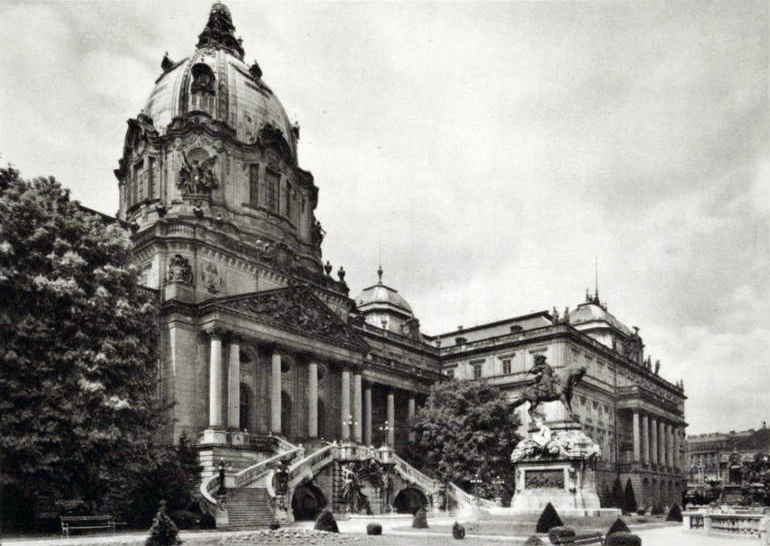
Donauflügel mit Kuppel, Terrasse und Prinz-Eugen-Denkmal, um 1926

Nach jahrelanger Belagerung der Burg gelang es im Jahr 1541 schließlich den Türken, die Budaer Burg einzunehmen. In den folgenden 145 Jahren der Besatzung begann der langsame Verfall der Burg. So wurden die Räume der Burg als Lagerräume, Pulverkammern oder Ställe benutzt. Am Pfingstsonntag 1578 explodierte nach einem Blitzschlag die Pulverkammer des Palastes. Etwa 2000 Menschen starben und der Palast wurde großenteils zerstört. In einigen Teilen des Palastareals wurden hingegen die Befestigungsanlagen stark erweitert und verstärkt. Den wiederholt gegen die Burg anrennenden christlichen Heeren gelang es nicht, den Türken die Burg zu entreißen.
Im Jahr 1686 wurde die Burg abermals belagert, diesmal unter der Führung von Herzog Karl V. von Lothringen. Zwei Monate lag der Burgberg unter dem Beschuss der Befreiungskämpfer. Bei den folgenden Erstürmungsversuchen kam es zu unzähligen erbitterten Kämpfen mit den Türken, die letztendlich zur fast vollständigen Zerstörung der Burg führten. Der entscheidende Angriff, der auch mit der erfolgreichen Eroberung der Burg endete, fand schließlich am 2. September 1686 um 17 Uhr statt. Da die Furcht vor einer erneuten Besetzung der Burg durch die Türken so groß war, wurden sofort wieder die Mauern und die Bastionen der Burg provisorisch instand gesetzt. Allerdings war der Palast so stark zerstört, dass es nicht möglich war, ihn wieder aufzubauen.
1711 bis 1740 wurden schließlich viele Teile der Burg abgerissen und Karl III. machte sich 1714 daran, einen kleinen Palast im Barockstil zu erbauen. Unter Maria Theresia wurde anschließend begonnen, ein großes wohnliches Schloss zu errichten. 1770 konnte man nach 56-jähriger Bauzeit die Fertigstellung des Palais verkünden. 1769 wurde die dem Heiligen Sigismund geweihte Burgkirche fertiggestellt. Erzherzog Joseph Anton, Palatin von Ungarn, ließ 1838 die Krypta unter dieser Kirche als Erbbegräbnis für sich und seine Nachkommen ausbauen. In dieser Palatinusgruft sind heute 26 Personen bestattet. Zur Zeit des ungarischen Freiheitskampfes von 1848 bis 1849, wurde der Palast abermals belagert, Teile von ihm brannten. Die entstandenen Schäden wurden recht zügig wieder behoben.
Ihre neubarocke Gestaltung erhielt die Budaer Burg in den Jahren 1891 bis 1905 durch König Franz Joseph I. von Architekt Alajos Hauszmann, der als Nachfolger des 1891 verstorbenen Hofbaumeisters Miklós Ybl diente. Im Zuge dieses Umbaus entstand im 300 Meter langen Donauflügel eine monumentale Raumfolge, bestehend aus Vorhalle, Großer Tanzsaal, Buffetgalerie, Habsburgersaal und Zeremoniensaal. Der rückwärtige Christinenstädter Flügel verfügte über eine weitere repräsentative Raumfolge, bestehend aus Vorhalle, Haupttreppe, Sankt-Stephan-Saal und König-Matthias-Saal. Zwischen beiden Flügeln lag die Burgkapelle. Gegenüber schlossen sich oberhalb das Hauptwachegebäude (Főőrség) und das Stallgebäude (Istállóépület) sowie unterhalb der Reitsaal (Lovarda) an. Die Burg hatte sich nun zur Vierflügelanlage gewandelt.

### Zerstörung und Wiederaufbau
Ab 1920 nutzte der ungarische „Reichsverweser“ Miklós Horthy die Budaer Burg als Residenz. Am Ende des Zweiten Weltkrieges wurde die Burg während der Schlacht um Budapest im Januar und Februar 1945 zu einem Hauptbrennpunkt der Kämpfe. Hauptgrund dafür war, dass in den alten Höhlensystemen unter der Burg tief im Burgberg das deutsche Hauptquartier eingerichtet war. Bei den heftigen Kämpfen wurde die Burg fast vollständig zerstört, und zahlreiche wertvolle Einrichtungsgegenstände sowie Gemälde fielen den Flammen zum Opfer. 1953 wurde beschlossen, die Budaer Burg nach einem Entwurf von István Janáky wiederaufzubauen. Zuerst sollte sie der kommunistischen Staats- und Parteiführung als Regierungsgebäude dienen, dann als Kulturzentrum. Ausgeführt wurde der Wiederaufbau der Budaer Burg schließlich nach dem Ungarischen Volksaufstand 1956. Im Zuge der Arbeiten wurden allerdings große Teile der erhaltenen Substanz zerstört; das Gebäude bekam schmucklose Fassaden und eine vereinfachte Kuppel.
Diese zweite Zerstörung ermöglichte es jedoch auch, die alte ursprüngliche Burg zu erforschen und zu rekonstruieren. Diese war von dem ab dem 18. Jahrhundert erbauten Palais überdeckt worden. Durch die Freilegung der alten Grundfesten bekam man Einblick auf historische Räumlichkeiten, von denen man bis dahin nicht gewusst hatte. Als wichtigste sind hierbei die Burgkapelle und der große Gotische Saal zu nennen, welchen man nur anhand der erhaltenen Erdgeschossmauern und zweier Säulen, die das Kreuzgewölbe trugen, originalgetreu zu rekonstruieren schaffte. Durch die Arbeit der Historiker konnte ein großes Stück verloren geglaubter Budapester und Ungarischer Geschichte erfolgreich wiederbelebt werden.
1961 wurde die 1769 fertiggestellte Burgkirche abgerissen. 1968 wurden die ausgegrabenen und wiederhergestellten Teile der alten Burg und des Palastes der Öffentlichkeit zur Besichtigung freigegeben. 1978 schloss man die Restaurierungsarbeiten ab. Seitdem finden auch in regelmäßigen Abständen Grabungen und in Teilbereichen Rekonstruktionen statt. 1987 wurde Burgpalast zusammen mit dem Uferbereich der Donau und der Andrássy út von der UNESCO als Teil des Weltkulturerbes erklärt.

### Seit 1989

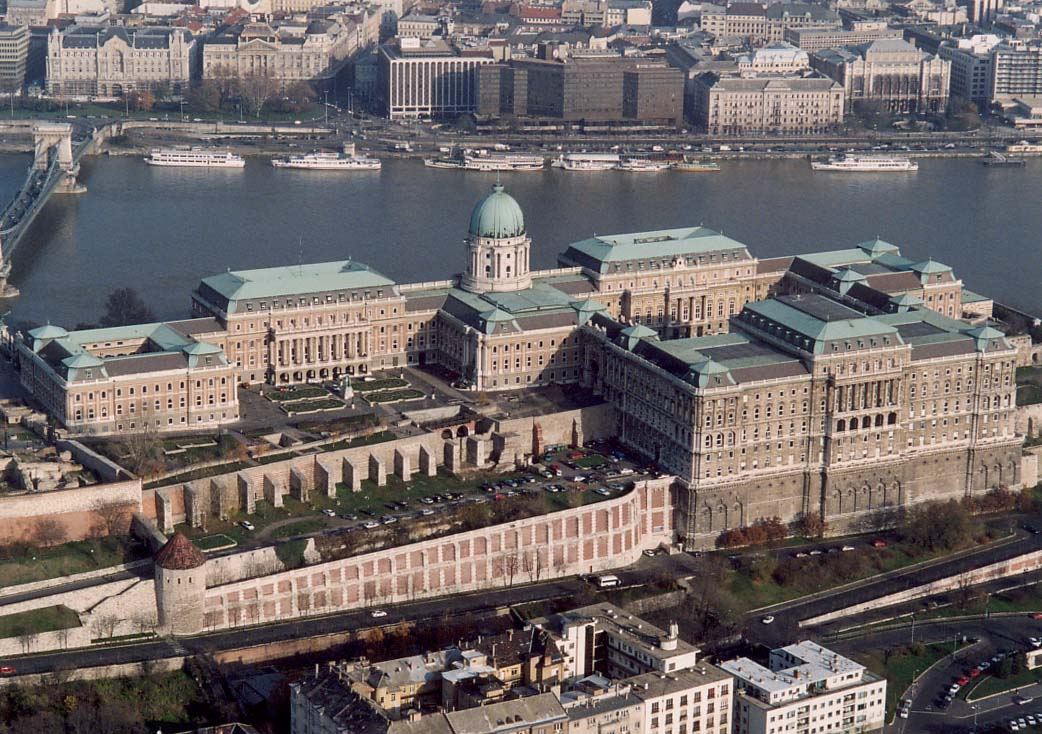
Burg von oben gesehen

Die Burg besteht heute aus sechs Gebäudeflügeln, die als A–F bezeichnet werden. Ältester erhaltener Teil der Burg ist der Flügel E (siehe Plan am Beginn des Artikels), der 1714–15 unter Karl III. erbaut wurde. Die Flügel D und C wurden in den 1750er Jahren unter Maria Theresia errichtet. Nach Entwürfen von Alajos Hauszmann wurde ab 1890 die Flügel A und B und der Flügel F errichtet.
Es bestehen Pläne der Regierung, die Schäden des Zweiten Weltkrieges sowie die folgenden Beschädigungen der Kommunisten zu beseitigen und das Schloss wieder außen sowie innen zu restaurieren. Außen geht es vor allem um die Wiederherstellung des ursprünglichen Erscheinungsbildes der Kuppel sowie der Dachformen.
Äußerlich soll das Gebäude im Rahmen des Nationalen Hauszmann-Programms wieder seine neubarocke Fassade sowie die Kuppel mit Stephanskrone erhalten. Im Innenraum sollen der Speise- und der Ballsaal bis 2026 komplett rekonstruiert werden. Nach Fertigstellung soll der Wiederaufbau des Großen Thronsaals und des Habsburgersaals folgen. Bis Sommer 2019 wurden bereits die Reithalle und das Hauptwachgebäude an der Nordseite der Burg rekonstruiert. Außerdem wurde bis Sommer 2021 der Sankt Stephans-Saal im Burginneren wiederaufgebaut.

## Architektur

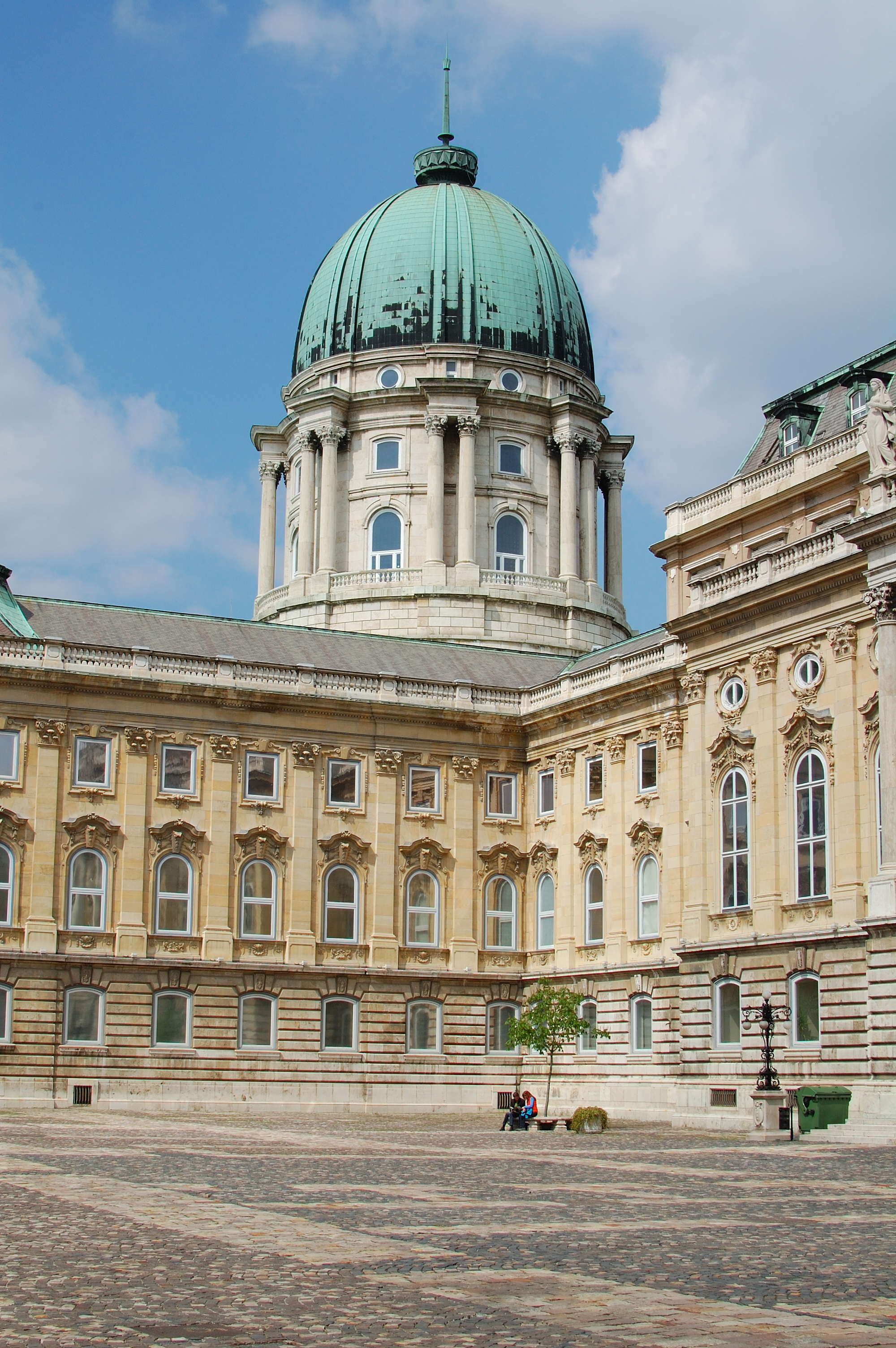
Kuppel vom Burghof gesehen

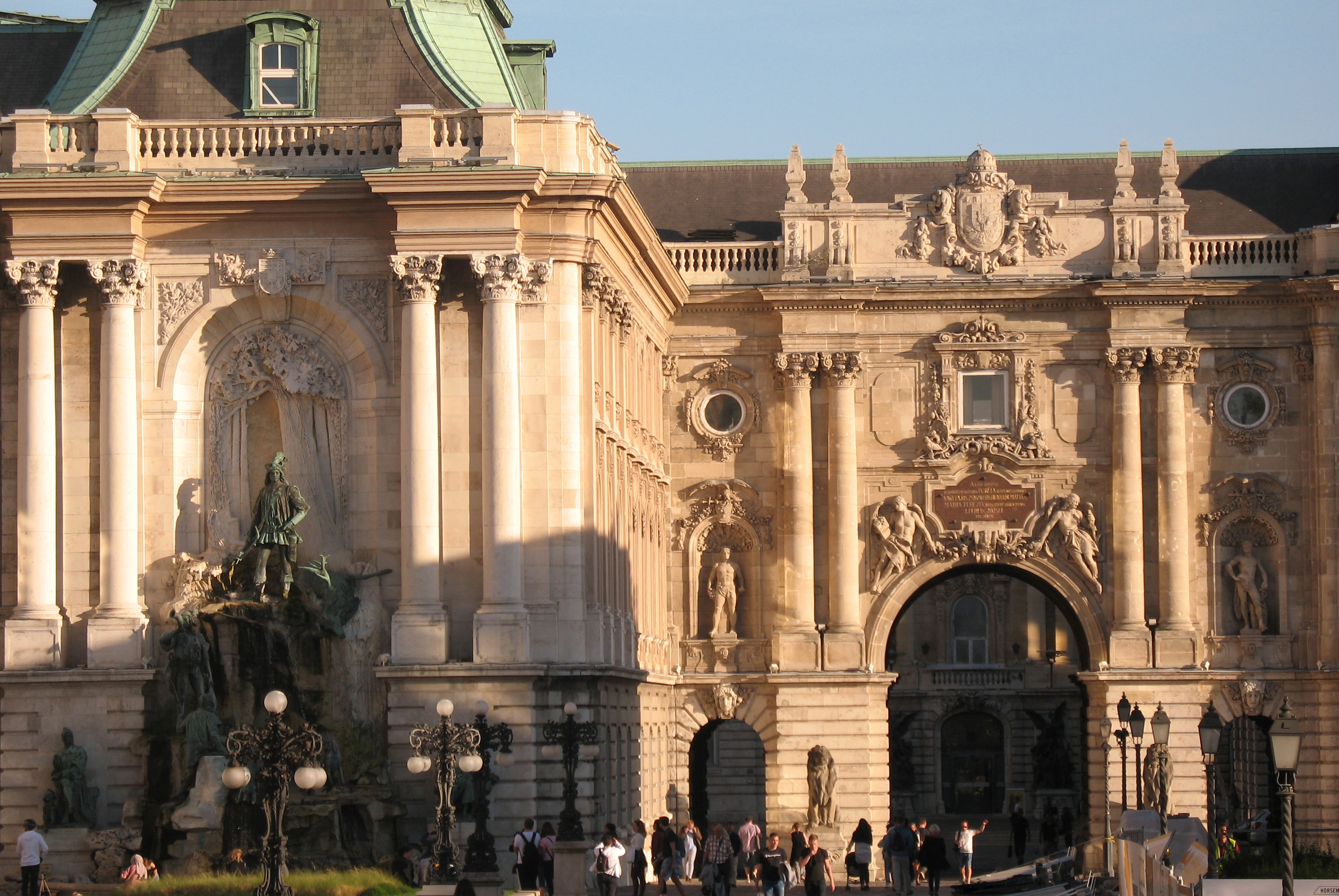
Matthiasbrunnen und Löwentor

### Fassaden
Die heutige Burg vereinigt gotische und Renaissance-Stilelemente zu einem prächtigen Gesamtbild. Sie beeindruckt in ihren Ausmaßen und trägt daher zu Recht den Titel „größte Burg Ungarns“. Die 400 Meter lange und bis zu 200 Meter breite Anlage ist in Höfe und Vorburgen aufgeteilt. Untereinander waren diese teilweise mit kleinen Gräben bzw. Halsgräben voneinander getrennt. Heute kann man diese nur noch an einem restaurierten Teilstück eines Halsgrabens mit einer auf Pfeilern ruhenden Brücke, die einst als Burgzugang diente, erahnen. Neben den Wehranlagen wurde das Aussehen Burg auch durch ihre stattlichen Zivilgebäude geprägt, die vom Stephansturm weit hin sichtbar überragt wurden.
Das Löwentor wurde 1904 vom ungarischen Bildhauer János Fadrusz errichtet. Geht man hindurch, gelangt man in den Löwenhof. Seinen Namen bekamen das Tor und der Hof von den vier brüllenden Löwenstatuen, welche den Durchgang bewachen.
Die gesamte Burganlage wurde bei der Schlacht um Budapest 1944 schwer beschädigt. Der Wiederaufbau unter den kommunistischen Machthabern erfolgte nur bedingt. Einige Teile wurden in stark reduzierter Form wieder hergerichtet, andere Teile wurden absichtlich zerstört wie die Habsburger-Stiege, die Figurengruppe am Tympanon auf der Donauseite sowie Stuckverzierungen an den Fenstern und Dachaufbauten an den Eckpavillons. Die zum Teil erhalten gebliebenen Innenräume aus der Habsburgerzeit wurden unter dem kommunistischen Regime komplett vernichtet.
Schon von weitem ist die Kuppel des Palastes zu erkennen, die nach dem Krieg im neuklassizistischen Stil wieder errichtet wurde. Die ursprüngliche Kuppel war neubarock und wurde von einer stilisierten Stephanskrone bekrönt, fiel allerdings wie viele Teile des Gebäudekomplexes zum Ende des Krieges den Flammen zum Opfer.

### Brunnen

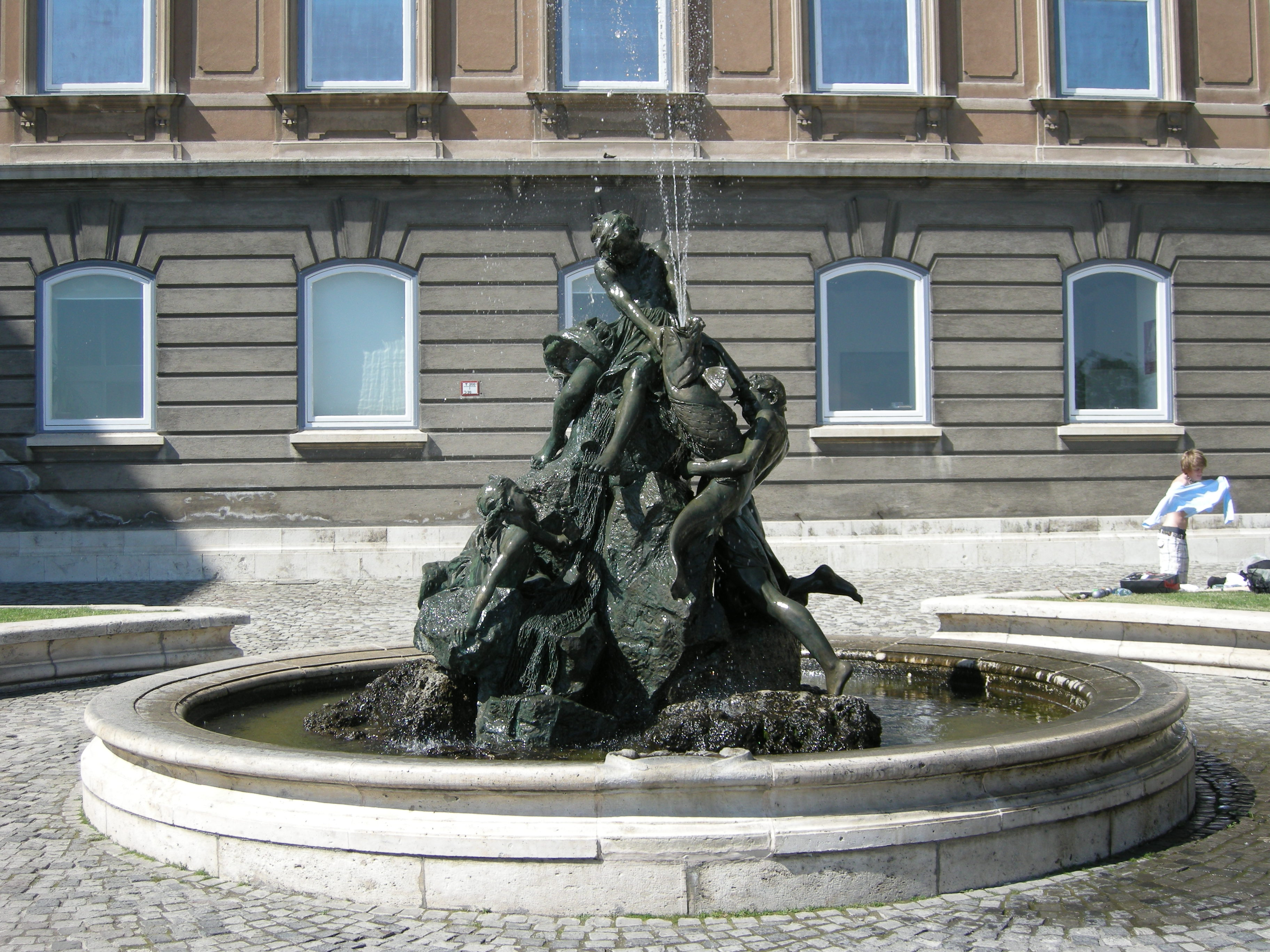
Brunnen der fischenden Kinder

Der Matthiasbrunnen wurde 1904 von Alajos Stróbl errichtet und soll die Geschichte von König Matthias Corvinus und dem Mädchen Ilona erzählen. Der Brunnen lehnt sich an die Nordwand des C-Flügels auf der südlichen Seite des westlichen Vorhofes der Burg an. Eingefasst wird der in römischer Barockbauart errichtete Brunnen von korinthischen Säulenpaaren. An der Wand über dem Brunnen ist Matthias Corvinus als stehende Bronzefigur dargestellt. Alajos Stróbl hat als Motiv den jugendlichen König auf der Jagd versucht darzustellen. Unterhalb der Statue findet man eine sitzende Mädchengestalt, welche die Beliebtheit des Königs beim ungarischen Volk dokumentieren soll. Einer Legende zufolge soll sich das dargestellte Bauernmädchen Ilona in Matthias Corvinus verliebt haben, als dieser inkognito auf die Jagd ging. Kurz darauf soll sie erkannt haben, dass ihre große Liebe ihr König war, und sie fiel darauf in tiefe Trauer.
Auf der Savoyen-Terrasse findet man unweit der Turul-Figur außerdem den Brunnen der fischenden Kinder von Károly Senyei.

### Statuen

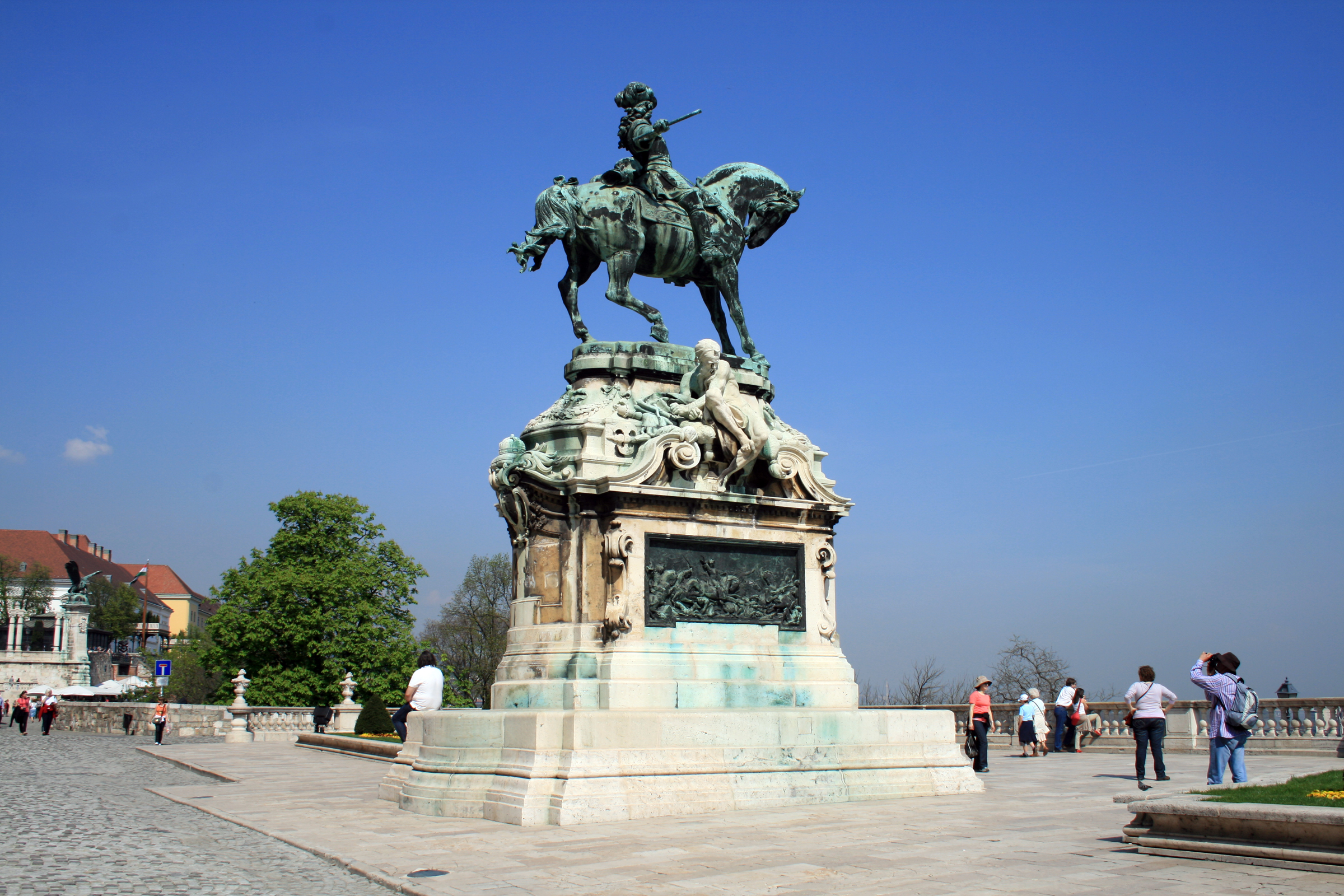
Prinz-Eugen-Denkmal

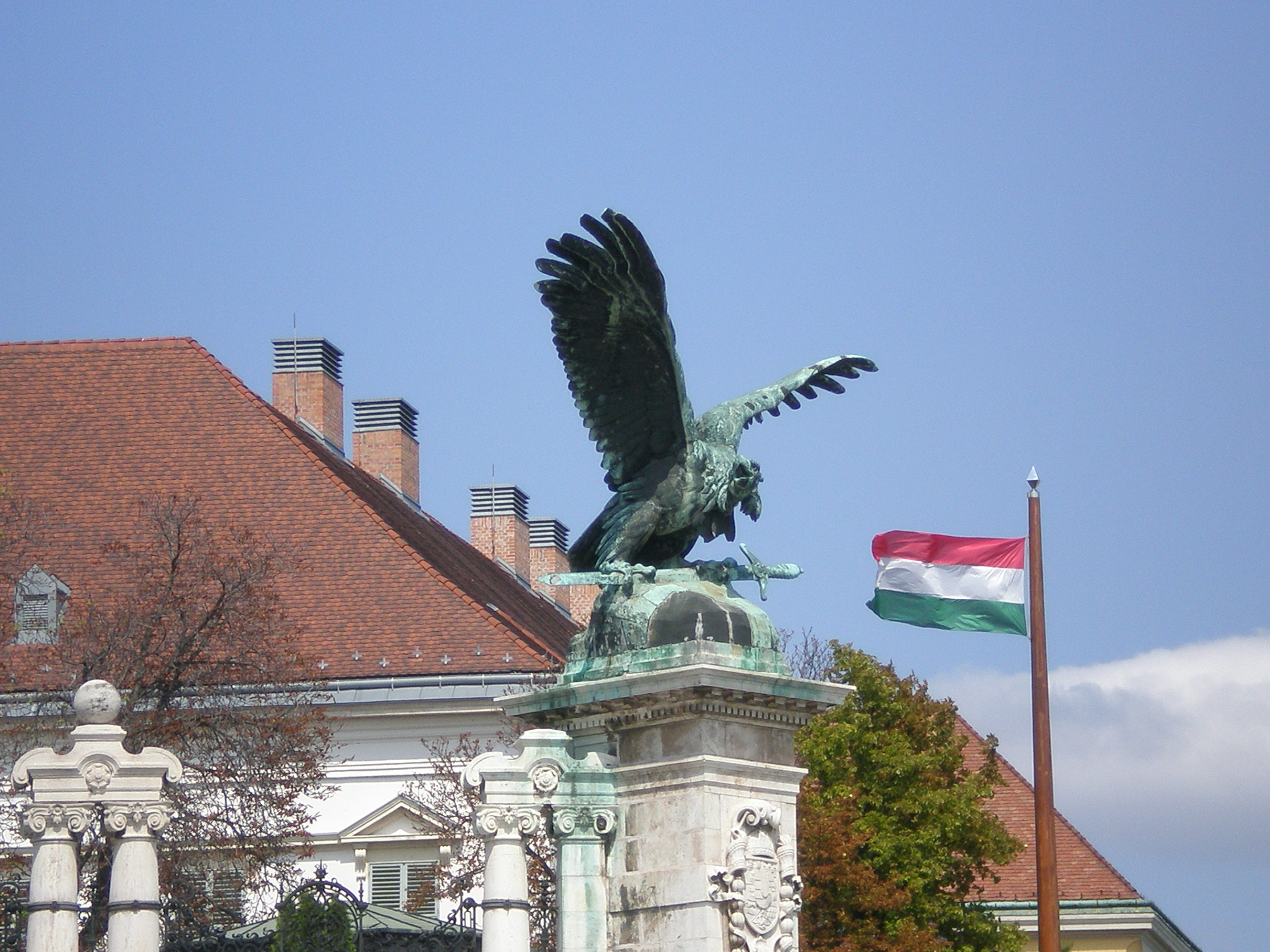
Turul

Prinz Eugen von Savoyen als einer der Helden der ungarischen Geschichte wird mit einem Bronzedenkmal auf der zur Donau zeigenden Savoyen-Terrasse geehrt. Geschaffen wurde dieses neubarocke Reiterstandbild 1900 von József Róna. Prinz Eugen gilt als Türkenbezwinger durch seinen Sieg in der Schlacht bei Zenta über die Osmanen, wodurch er den Vormarsch der Osmanen in Richtung Norden aufhielt. Die unmittelbare Folge zwei Jahre darauf war der Friede von Karlowitz 1699, bei dem Österreich Türkisch-Ungarn, Siebenbürgen und Slawonien erwarb und so den Status einer Großmacht errang.
Am nordöstlichen Ende der Savoyen-Terrasse findet sich am Sankt-Georgs-Platz (ungarisch: Szent György tér) eine Plastik des Vogels Turul. Das Fabelwesen hat sowohl Ähnlichkeit mit einem Adler wie auch mit einem Falken. Der Name stammt aus dem Türkischen. In der Geschichte der Ungarn spielt diese Gestalt eine große Rolle. Laut einer Sage soll ein Turul im Jahr 819 Emese im Schlaf geschwängert und ihr im Traum prophezeit haben, dass sie einen Sohn zur Welt bringen würde, der der Urahn vieler Könige sein würde. Die am Palast aufgestellte Vogelfigur sitzt auf einem Stein mit weit geöffneten Flügeln und trägt in ihren Krallen ein Schwert.
In der Nähe des Matthiasbrunnens findet man eine weitere Plastik. Der Pferdehirt wurde 1898 von György Vastagh geschaffen. Seit dem Wiederaufbau der Reithalle steht der Pferdehirt wieder neben ihrem Eingang.

### Innenräume
Bei der Schlacht um Budapest 1944 wurden weite Teile der Residenz zerstört oder schwer beschädigt, weitere Teile jedoch überstanden den Krieg. Dennoch entschieden sich die kommunistischen Machthaber, die Innenräume nicht zu reparieren, sondern diese komplett zu beseitigen. Deckenmalereien, die den Krieg überlebt haben, wie im Großen Ballsaal, wurden zerstört. Die Kapelle und der Habsburg-Saal wurden nicht repariert, sondern absichtlich vernichtet, um modernen Museumsräumen Platz zu schaffen. Von den einstigen Prunkräumen und Zimmern hat sich nichts erhalten.

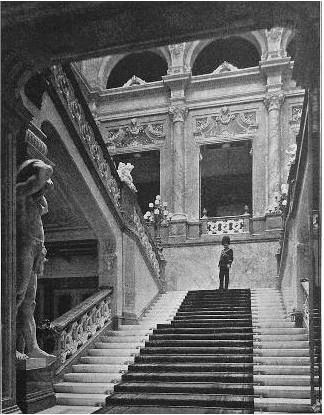
Feststiege
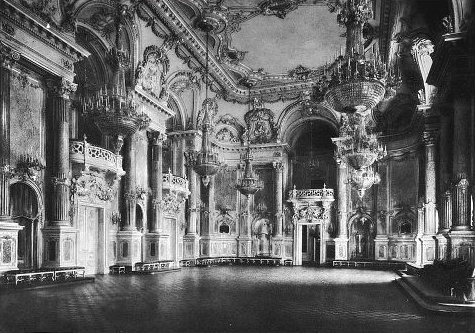
Großer Ballsaal
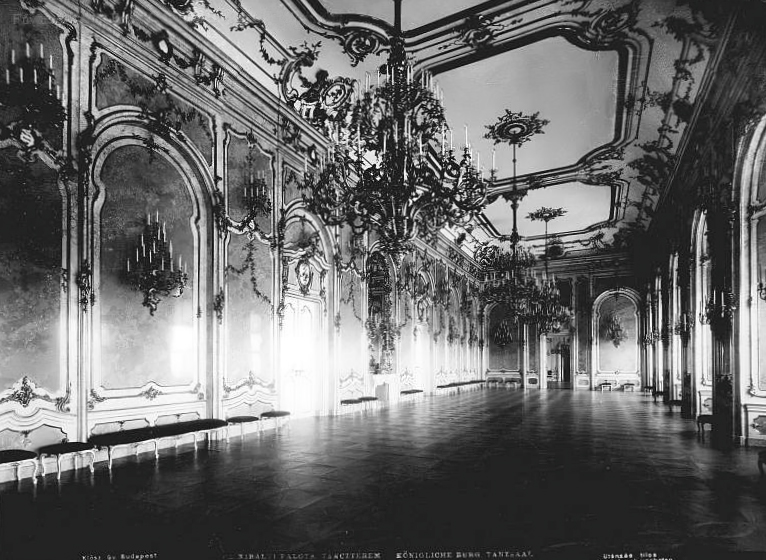
Großer Thronsaal
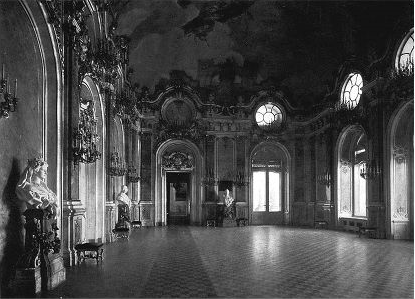
Habsburg-Saal
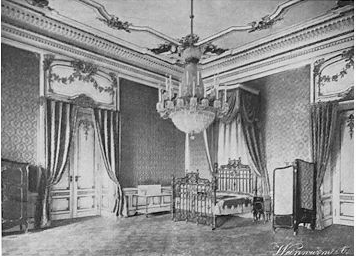
Königliches Schlafzimmer
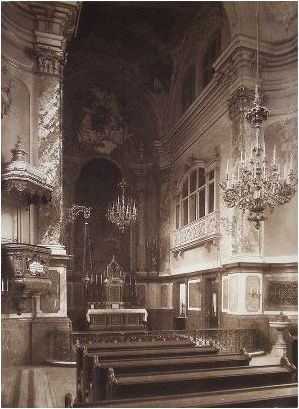
St.-Stephans-Kapelle

## Museen

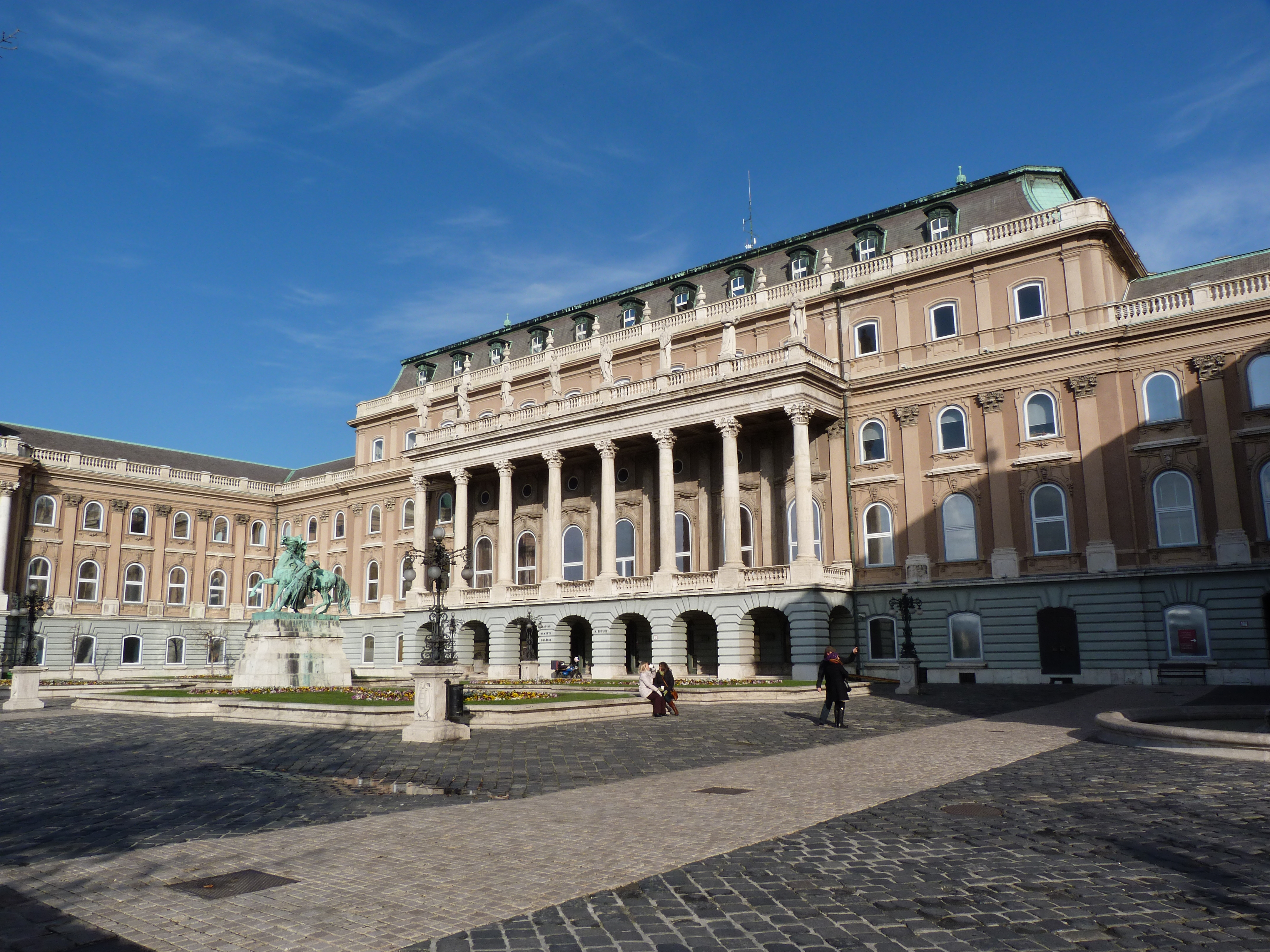
Ungarische Nationalgalerie im Hunyadihof

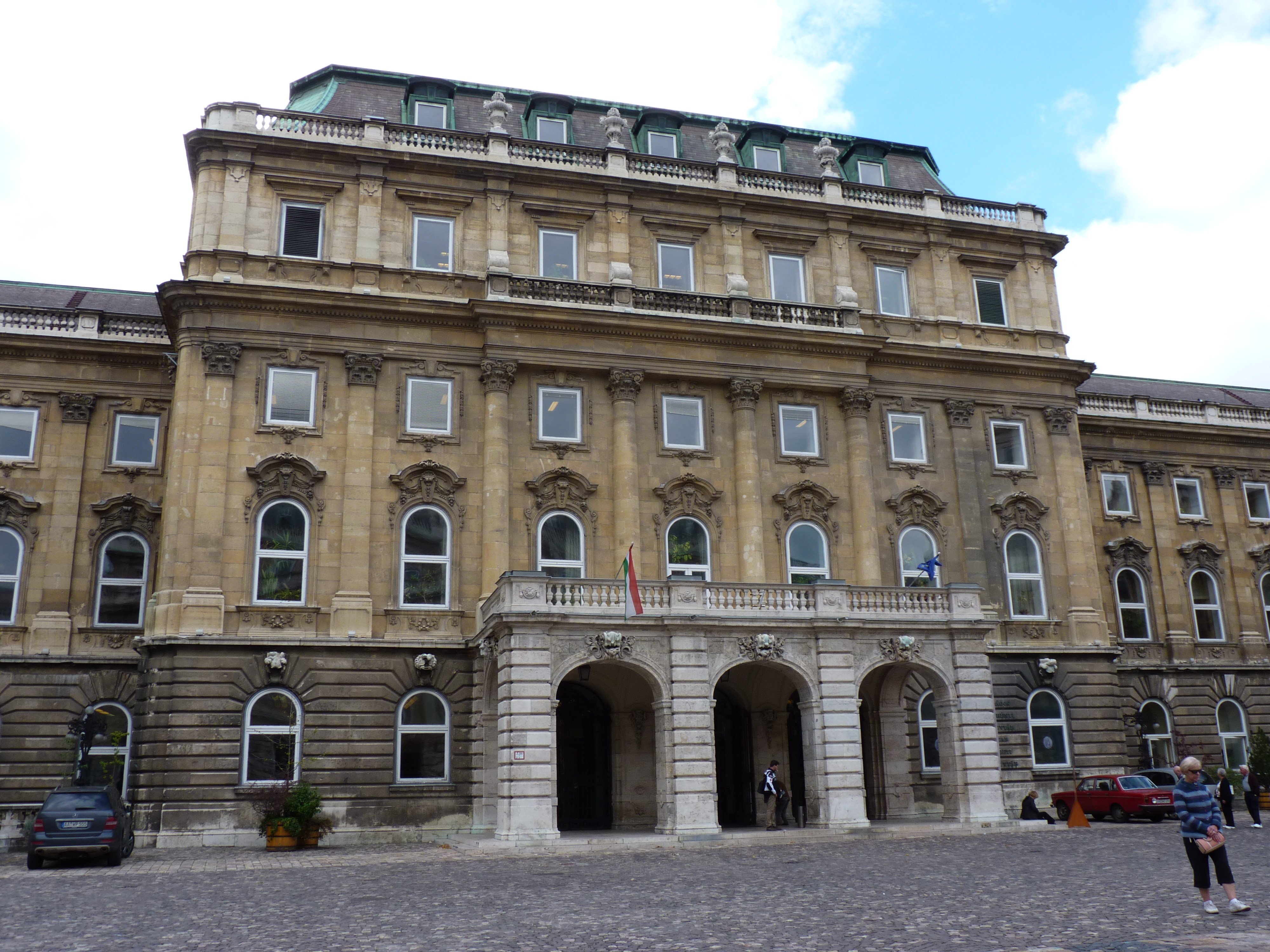
Széchenyi-Nationalbibliothek im Löwenhof

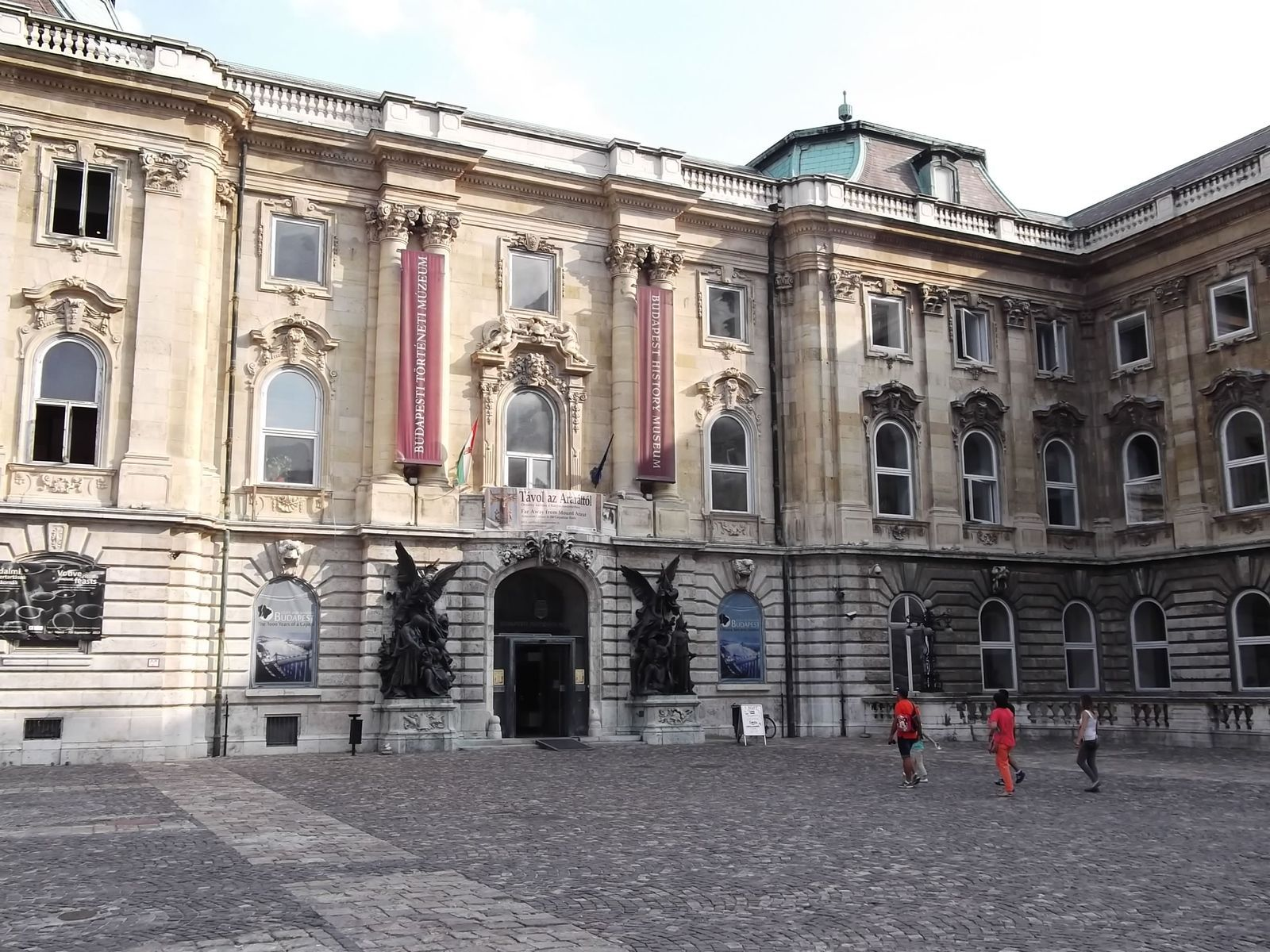
Historisches Museum Budapest im Löwenhof

### Ungarische Nationalgalerie
Die Ungarische Nationalgalerie (ungarisch: Magyar Nemzeti Galéria) nimmt drei Flügel des Palastes ein und erstreckt sich dort über insgesamt vier Etagen. Sie ging 1957 aus den ausgelagerten Abteilungen des Museums der Bildenden Künste sowie verschiedenen städtischen und privaten Sammlungen hervor. Ausgestellt werden Kunstwerke vom frühen Mittelalter bis in die Moderne sowie Sammlungen von Medaillen.

### Historisches Museum Budapest
Das Budapester Historische Museum (ungarisch: Budapesti Történeti Múzeum) findet sich im südöstlichen Flügel der Burg. Hier widmet man sich der Geschichte Budapests von der Ur- bis in die Neuzeit. Unter anderem wird hier anschaulich die Entwicklung Budapests dargestellt, dabei wird auch die Geschichte der drei bis 1873 eigenständigen Stadtteile Óbuda, Buda und Pest näher beleuchtet. Außerdem sind hier Überreste des mittelalterlichen Königspalastes zu besichtigen.
Der Mordgang im östlichen Teil des Palastes ist einer der ältesten Gebäudeteile und verbindet das Historische Museum mit der Széchenyi-Nationalbibliothek. Im südlichen Teil des Komplexes kann man die rekonstruierten Teile der mittelalterlichen Befestigungsanlage der Burg besichtigen, ursprünglich wurden sie in der ersten Hälfte des 15. Jahrhunderts erbaut. Des Weiteren findet man hier den Keulenturm (ungarisch: Buzogány torony) neben dem Ferdinandstor. Davor findet sich das Südrondell wohinter sich der Torturm (umgangssprachlich: Verschnaufturm) mit Fallgitter und einer Zugbrücke befindet.

### Széchenyi-Nationalbibliothek
Die Széchényi-Nationalbibliothek (ungarisch: Országos Széchényi Könyvtár) findet sich seit 1985 im nordöstlichen Flügel der Burg. Ins Leben gerufen wurde sie 1802 von Graf Széchényi und ist seither die größte und bedeutendste Bibliothek Ungarns. Sie umfasst 8 Mio. bibliographische Einheiten, in Form von Büchern, Manuskripten, Handschriften (625.000) und Landkarten (183.000).
Ein Highlight der Sammlung sind die Budapester Blätter, welche zu den wohl ältesten mittelalterlichen Liederhandschriften zählen dürften. Außerdem bewahrt die Széchenyi-Bibliothek Teile aus der Bibliothek von Matthias Corvinus. Schon zu Lebzeiten Corvinus war diese einst 2000 Bände umfassende Handschriftensammlung weit über die Grenzen Ungarns hinaus bekannt.

### Palatinusgruft
Im Jahre 1769 wurde eine dem Hl. Sigismund geweihte Schlosskirche auf der Burg fertiggestellt. Unterhalb dieser Kirche befindet sich eine Gruft, die ab 1820 als Grablege des ungarischen Zweiges der Habsburger genutzt wurde.

## Umgebung

### Burgviertel
Das mittelalterliche Burgviertel bildet die Stadt um die Burg herum. Sie wurde von einer mit Rondellen bastionisierten Mauer umrandet, die den Bewohnern bereits zur Zeit der Türkenkriege Schutz bot. Fast alle Teile der Stadt mit ihren Kirchen und Gassen stehen heute unter Denkmalschutz. Sehenswürdigkeiten der mittelalterlichen Burgstadt sind unter anderem die Matthiaskirche, einst die Krönungskirche ungarischer und Habsburger Könige, sowie die 1895 bis 1902 erbaute Fischerbastei.
Direkt neben der Burg, auf dem Sankt-Georgs-Platz (ungarisch: Szent György tér), befinden sich das Palais Sándor, welches seit 2003 Sitz des ungarischen Staatspräsidenten ist, die Reste des ehemaligen Honvédministeriums, das Burgtheater sowie ein weitläufiges Areal mit Palastruinen aus dem 15. Jahrhundert. Auf dem Sankt-Georgs-Platz fand am 30. Dezember 1916 auch der Ritt des neu gekrönten Königs Karl IV. auf den Krönungshügel statt.

### Sonstiges
Zu erreichen ist der Burgpalast unter anderem über den Széll Kálmán tér (Metró Linie 2). Ab dort kann man mit dem Várbusz (Nr. 10 oder 110) bis zur Burg hinauffahren. Eine andere interessante Alternative stellt die Standseilbahn dar, die bis zur Burg hinauf fährt. Die Haltestelle dazu findet man an der Kettenbrücke auf der Budaer Seite (Bus 16 ab Déak Ferenc tér).
Am Fuße des Berges befindet sich der Burggarten-Basar, der Ende des 19. Jahrhunderts errichtet wurde. 2014 wurde er mit EU-Fördermitteln wieder restauriert und der Öffentlichkeit zugänglich gemacht. Außerhalb der Burgmauern finden sich auch ein paar Grabmale, welche aus der Türkenzeit stammen und zu besichtigen sind.
Unter der Burg befinden sich zwei Höhlensysteme. Besichtigt werden können ein kleines Labyrinth, das auf die türkische Besatzungszeit zurückgeht, und ein Höhlensystem, das im Zweiten Weltkrieg der deutschen Armee als Hauptquartier diente. Die ca. 1 km lange Höhlenanlage erreicht man von der Straße Úri utca (Haus Nr. 9) im Burgviertel aus. In einem Wachsfiguren-Panoptikum wird die ungarische Geschichte dargestellt.